# Нісіда Масудзіро
Нісіда Масудзіро (яп. 西田 満寿次郎) — японський футболіст, що грав на позиції воротаря.

## Клубна кар'єра
Грав за команду Osaka SC.

## Кар'єра тренера
В 1923 році Нісіда став головним тренером збірної Японії, якою мав керувати на Far Eastern Championship Games 1923.